# Suriyavong II.
Suriyavong II., auch Suryavong II. (voller Thronname Somdet Brhat Chao Suriya Varman Raja Sri Sadhana Kanayudha; * im 18. Jahrhundert; † 1791 in Bangkok) war zwischen 1768 und 1791 König des laotischen Königreichs Luang Phrabang.

## Leben
Suriyavong war der neunte Sohn von König Inta Som (reg. 1723 bis 1749) und dessen Frau Königin Dhanasavuni. Er folgte 1768 seinem älteren Bruder Sotika Kuman nach, der abdankte und 1771 starb. In jenem Jahr griff Suriyavong Vientiane an, einen Alliierten der Birmanen, die daraufhin Luang Phrabang attackierten, um Luang Phrabang zu einem Vasallenstaat zu machen. 1778 kündigte er Birma die Gefolgschaft auf, doch musste er im Jahr darauf die siamesische Souveränität unter König Taksin dem Großen anerkennen. Im Mai 1788 wurde auf Befehl von König Rama I. als Geisel nach Bangkok gebracht, wo er mit dem Rest der königlichen Familie bis zu seinem Tod verblieb.
1782 heiratete Suriyavong Königin (Mahadevi) Dhanakam (Taenkham), eine Prinzessin von Mueang La. Er starb 1791 in Bangkok und hinterließ zwei Söhne:
1. Prinz (Sadet Chao Fa Jaya Anga) Beng, Prinz Suprasit, Gouverneur von Lampang
2. Prinz (Sadet Chao Fa Jaya Anga) Wi (Oui) oder Ui